# Arizona meridionale

L'Arizona meridionale è l'area dell'Arizona a sud del fiume Gila, che corrisponde approssimativamente all'area acquistata nel 1854 da Gadsden (mostrata sulla mappa in giallo con i confini e le città attuali dello stato)

L'Arizona meridionale è una regione degli Stati Uniti d'America che comprende la parte più meridionale dello Stato dell'Arizona. A volte è anche chiamata come Gadsden o Baja Arizona, che significa "Bassa Arizona" in spagnolo.

## Geografia

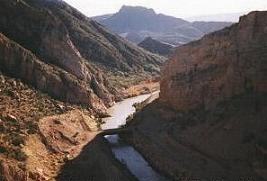
Il fiume Gila è generalmente considerato il confine settentrionale dell'Arizona meridionale

Sebbene i confini dell'Arizona meridionale non siano ben definiti, generalmente si considera che includa tutte le aree a sud del fiume Gila ma a volte solo la contea di Cochise, la contea di Pima e la contea di Santa Cruz, dipendenti dalla città di Tucson. Altre città e paesini dell'Arizona meridionale sono Ajo, Casa Grande, Gila Bend, Oro Valley, Sierra Vista, Yuma e le città di confine di Nogales e Douglas.
Inoltre, le aree popolate dell'Arizona meridionale comprendono la base militare Fort Huachuca dello U.S. Army e la Davis-Monthan Air Force Base della U.S. Air Force.
Il più importante sito scientifico dell'Arizona meridionale è l'insieme di diversi osservatori astronomici dell'osservatorio nazionale di Kitt Peak, una distanza ragionevole da ovest-sud-ovest di Tucson.
L'Arizona meridionale è la sede di numerosi grandi monumenti nazionali che proteggono il paesaggio, la fauna selvatica e i siti archeologici dell'Arizona meridionale, e il parco nazionale dei Saguaro, che si trova su due ampie sezioni di terreno, a ovest dell'area metropolitana di Tucson e l'altra a est di Tucson.
A volte, l'Arizona meridionale è considerata includere anche l'area metropolitana di Phoenix. Per alcune autorità, il confine settentrionale dell'Arizona meridionale può essere considerato il fiume Gila, che a volte scorre verso ovest fino al fiume Colorado, a valle della metropoli di Scottsdale-Phoenix.
La regione comprende diverse piccole catene montuose tra cui le Chiricahua Mountains, le Huachuca Mountains, le Santa Ritas, le Santa Catalinas, i Rincons, i Piñalenos e altre. Per quanto possa sembrare sorprendente, alcune di queste montagne sono abbastanza alte, abbastanza fredde e sufficientemente umide in inverno per fornire sci alpino in località sciistiche regolari, con impianti di risalita, non molto lontani da città come Tucson.

## Trasporti
Le distanze significative che richiedono il trasporto nell'Arizona meridionale sono generalmente percorse dall'autostrada e dalla ferrovia. L'Arizona meridionale è la sede della principale autostrada interstatale transcontinentale Interstate 10 dal confine con il Nuovo Messico verso ovest attraverso Tucson, e poi proseguendo verso nord-ovest tramite Casa Grande fino alla metropoli Phoenix-Scottsdale-Mesa. Inoltre, percorrendo verso ovest da Casa Grande si trova la Interstate 8, tramite da Yuma alla California, attraversando il fiume Colorado. Infine, la breve Interstate 19 percorre a sud da Tucson a Nogales, Arizona, e un importante confine che attraversa il Messico. Inoltre, la più vecchia autostrada federale, la U.S. Route 80, attraversa l'Arizona meridionale da est a ovest dal confine con il Nuovo Messico, quasi fino al confine con la California, e precedentemente in California verso l'Oceano Pacifico. Tuttavia, il suo tratto più occidentale è stato sostituito dalla Interstate 8, che è stata costruita sopra di essa e il suo diritto di accesso.
La Transcontinental Railroad attraversa l'Arizona meridionale tramite Tucson e Phoenix. Inoltre, c'è una grande ferrovia a sud dell'Arizona settentrionale, tramite Phoenix, Casa Grande e Tucson, a Nogales, dove attraversa il confine e incontra le ferrovie messicane.
Per quanto riguarda il trasporto aereo, il principale aeroporto dell'Arizona meridionale si trova a Tucson, ma comprende anche il grande Sky Harbor International Airport, appena a sud di Phoenix.

## Storia

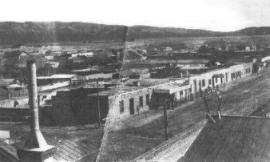
Stone Avenue nell'anno 1880 a Tucson, la più grande città dell'Arizona meridionale

L'Arizona meridionale è stata abitata da esseri umani per diversi millenni. Gli Hohokam erano i principali abitanti precolombiani dell'area. In tempi più recenti, il gruppo indigeno dominante di nativi americani è stato la tribù O'odham, che continua a risiedere in quest'area nella loro patria tradizionale.
Diverse missioni spagnole furono create all'inizio del XVIII secolo da Padre Eusebio Francesco Chini in quella che allora era conosciuta come la Pimería Alta. Dopo la guerra messico-statunitense tra il 1846 e il 1847, gran parte dell'Arizona meridionale fu acquistata dagli Stati Uniti dal Messico per $15.000.000 nell'Acquisto Gadsden del 1854.
Più recentemente, l'Arizona meridionale ha avuto un ruolo importante durante la guerra fredda. Il Davis-Monthan AFB era la base di un'ala delle forze aeree di 18 pesanti missili balistici intercontinentali Titan II dispersi su una vasta area di siti di lancio: sud, sud-ovest e sud-est di Tucson. Circa 20 anni fa, a causa della loro età avanzata e dell'avvento di diversi importanti trattati strategici di riduzione delle armi nucleari, tutti questi missili furono ritirati dal servizio. Tutti tranne uno dei loro silos di lancio e ripari di comando sono stati demoliti con esplosivi. Il sito rimanente, Titan II ICBM Site 571-7, a circa 15 miglia a sud di Tucson sulla Interstate 19, funge da Titan Missile Museum, National Historic Landmark.

## Secessione
Nel 2013, la secessione di qualsiasi tipo ha scarso supporto ovunque in Arizona, senza che vengano generate iniziative di scrutinio. A partire dal 1987, un gruppo di arizoniani del sud ha preso in considerazione la possibilità di lasciare il resto dell'Arizona per formare un nuovo stato degli Stati Uniti, potenzialmente chiamato Gadsden. Una spinta politica in tal senso è iniziata nel febbraio 2011, guidata da un gruppo di avvocati in gran parte in opposizione a quello che percepivano come un dominio nativista e conservatore nell'area di Phoenix, in contrasto con i democratici del sud. Gli organizzatori di questo movimento avevano mirato a tenere un referendum sulla questione nel 2012 nella contea di Pima (e, possibilmente, nella contea di Santa Cruz e nella contea di Cochise).